# Olga Kamińska-Prokop
Olga Kamińska-Prokop (ur. 21 lipca 1922 w Brodach, zm. 9 marca 1943 w Berlinie) – polska harcerka, działaczka konspiracyjna w okresie II wojny światowej.

## Życiorys

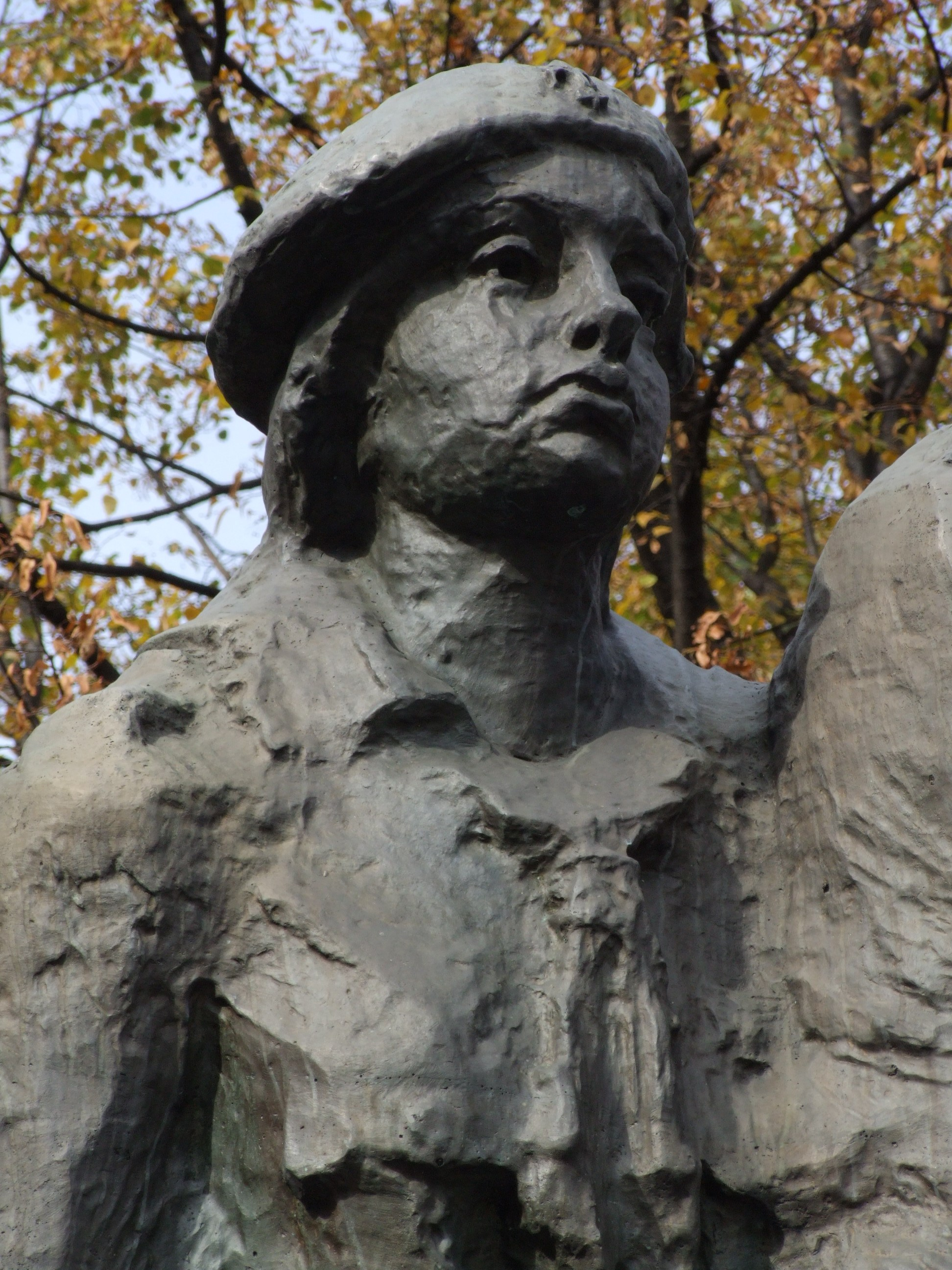
Fragment pomnika Harcerzy Września w Katowicach z wizerunkiem postaci wzorowanej na Oldze Kamińskiej-Prokop (2008)

Urodziła się 21 lipca 1922 roku w Brodach w rodzinie Eugeniusza Kamińskiego i Ireny z domu Rolecka. W następnych latach zamieszkała wraz z rodzicami w Katowicach, gdzie uczęszczała do Miejskiego Gimnazjum Żeńskiego i Liceum Ogólnokształcącego w Katowicach (późniejsze VIIII Liceum Ogólnokształcące im. Marii Skłodowskiej-Curie w Katowicach). W 1933 roku związała się z harcerstwem – była przyboczną w Żeńskiej Drużynie Harcerskiej przy Miejskim Gimnazjum w Katowicach.
Po wybuchu II wojny światowej, jesienią 1939 roku przedostała się na Węgry, do miejscowości Szikszó. Prawdopodobnie na Węgrzech poznała Jana Stanisława Prokopa, swojego przyszłego męża. Planowała dostać się do Francji, lecz została zmuszona do pozostania w Jugosławii, gdzie podjęła się działalności konspiracyjnej z pomocą Serbów, w ramach której organizowała kwatery dla kurierów i przewodniczyła uciekinierom. 9 lutego 1941 w Jagodinie poślubiła Jana Stanisława Prokopa. 
19 listopada 1941 roku, będąc w zaawansowanej ciąży, została aresztowana na granicy jugosłowiańsko-bułgarskiej w Pirot, podczas próby przerzutu do Turcji dwóch lotników brytyjskich. Byli to: mjr Ronald Littledale i ppor. Michael Sinclair). Więziono ją Sofii i Belgradzie, gdzie 25 lutego 1942 roku urodził się jej syn Marek Prokop, a następnie w Wiedniu. Sądzono ją w berlińskim Moabicie. Zgilotynowano ją 9 marca 1943 roku.

## Upamiętnienie
Tablica ku jej pamięci znajduje się w sali nr 109 gmachu VIII Liceum Ogólnokształcącego im. Marii Skłodowskiej-Curie w Katowicach przy ulicy 3 Maja 42. Do jej osoby nawiązuje jedna z czerech postaci na pomniku Harcerzy Września w Katowicach – druga od prawej strony. Pomnik ten odsłaniał 4 września 1983 roku jej syn Marek Prokop.
Jest jedną z bohaterek komiksu Operacja „Dorsze” wydanego przez Instytut Pamięci Narodowej w 2022 roku.